# 18-й механізований корпус (СРСР)
18-й механізований корпус — військове формування РСЧА в початковий період Німецько-радянської війни. Входив до складу Одеського військового округу та Південного фронту.

## Історія
Постановою РНК СРСР № 1193-464сс від 9 липня 1940 року затверджено організаційну структуру механізованих корпусів, склад, штатну чисельність і розпочато формування перших восьми корпусів. В березні 1941 року І. В. Сталіним затверджено формування додатково ще 21 мехкорпусу і в квітні 1941 р. розпочалось їх масове формування.
18-й механізований корпус формувався в складі Одеського військового округу на базі вже існуючих легко-танкових бригад: 44-та танкова дивізія сформована на базі 49-ї легко-танкової бригади, 47-ма танкова дивізія — на базі 23-ї легко-танкової бригади, 218-та моторизована дивізія — на базі 12-ї мотострілецької бригади. Станом на 22 червня 1941 року формування корпусу закінчене не було. Штаб корпусу, окремі підрозділи і 47-ма танкова дивізія дислокувались в місті Аккерман, 44-та танкова дивізія — в селищі Тарутине, 218-та моторизована дивізія — в селищах Арциз і Сарата.
Після вторгнення німецько-румунських військ на територію СРСР, корпус приведено в повну бойову готовність і включено до складу 9-ї армії. 218-та моторизована дивізія отримала наказ зайняти оборону позаду 25-ї стрілецької дивізії на річці Кагул. Оскільки активних бойових дій на цій ділянці фронту не велось, 30 червня 1941 року Директивою Ставки ВГК № 00115 корпусу наказано нічними маршами зосередитись в районі північніше Кишинева. Проте вже 1 липня Директивою Ставки ВГК № 00132 наказано перекинути частини корпусу в район Жмеринки. 8 липня зі складу корпусу вилучено 47-й мотострілецький полк для посилення 130-ї стрілецької дивізії в районі Могилів-Подільського.
18 липня 1941 року 18-й МК вилучено зі складу 9-ї армії і переведено в резерв Південного фронту з завданням зосередитись в районі Вапнярка — Джулинка. Тут корпус отримав додатково 12 122-мм гаубиць, 22 76-мм гармати, 19 тягачів. Тоді ж зі складу корпусу вилучена найбоєздатніша 44-та танкова дивізія і передана до складу 16-го механізованого корпусу, який був в боях від 22 червня і відступав від самого держкордону. Натомість з 16-го мехкорпусу до 18-го передано 39-ту танкову дивізію, сильно пошматовану в попередніх боях.
Станом на 12 липня 1941 року 18-й мехкорпус мав у своєму складі: 462 танки і бронеавтомобілі, 1329 автомашин, 106 тракторів, 107 мотоциклів, 128 гармат, 16911 гвинтівок, 142 станкових кулемети, 507 одиниць автоматичної зброї, 8 зенітних кулеметів. Особовий склад корпусу нараховував 30 890 бійців і командирів.
19 липня 1941 року 18-й мехкорпус розпорядженням командуючого фронтом генерала армії Тюленєва І. В. включено до складу 18-ї армії.
В складі 18-ї армії корпус з важкими оборонними боями відійшов на лінію Шпиків — Рахни, а 24 липня — на рубіж Гайсин — Ладижин. Тут 47-ма танкова дивізія потрапила в оточення. Втративши гаубичний артилерійський полк і батальйон зв'язку, дивізії все ж таки вдалось 27 липня вирватись з оточення північно-західніше Гайворона. В цей час 218-та моторизована дивізія відходила по лінії Тростянець — Бершадь — Гайворон.
Протягом 30 липня — 2 серпня 1941 року частини корпусу, діючи розрізнено в складі груп генерала Гольцева та генерала Волоха, прикривали з півночі і північного заходу підступи до Первомайська і мостів через Південний Буг. В районі Голованівська було втрачено останні танки. Надалі частини корпусу діяли, як піхотні підрозділи.
Протягом 3-7 серпня 1941 року група генерала Волоха стримувала просування передових підрозділів 16-ї танкової дивізії генерала Хубе в районі сіл Благодатне та Костянтинівка.
В другій декаді серпня 1941 року рештки частин 18-го мехкорпусу виведено з боїв на переформування, а сам корпус розформовано.

## Склад
- Управління і штаб (в/ч 9805, Аккерман)
- 44-та танкова дивізія (в/ч 2819, Тарутине) — командир — полковник Кримов В. П.
- 47-ма танкова дивізія (в/ч 9704, Аккерман) — командир — полковник Родін Г. С.
- 218-та моторизована дивізія (в/ч 3395, Арциз, Сарата) — командир — полковник Шарагін О. П.
- 26-й мотоциклетний полк (в/ч 9819)
- 552-й окремий батальйон зв'язку (в/ч 9809)
- 68-й окремий мотоінженерний батальйон (в/ч 9812)
- 118-та окрема корпусна авіаескадрилья (в/ч 5081)

## Командування
Командир корпусу: генерал-майор танкових військ Волох Петро Васильович
Начальник штабу корпусу: полковник Кравченко Андрій Григорович
Заступник командира з політичної частини: полковий комісар Гаврилов Іван Олександрович